# Zapasy na Letnich Igrzyskach Olimpijskich 1968 – kategoria do 70 kg w stylu wolnym
Zmagania mężczyzn do 70 kg to jedna z ośmiu męskich konkurencji w zapasach w stylu wolnym rozgrywanych podczas Letnich Igrzysk Olimpijskich 1968. Pojedynki w tej kategorii wagowej odbyły się w dniach 17 – 20 października.
Punktacja opierała się na systemie „złych punktów karnych”. Zwycięzca otrzymywał zero punktów za wygraną przez „tusz” (łopatki) lub dyskwalifikację; pół punktu za przewagę techniczną, a jeden za zwycięstwo na punkty. Dwa punkty przyznawano za remis, a dwa i pół za remis i pasywność. Za porażkę na punkty zawodnik otrzymywał trzy punkty. Przegrana przez przewagę techniczną skutkowała 3,5 punktami karnymi, a za łopatki lub dyskwalifikację przyznawano 4 punkty karne. Uzyskanie sześciu lub więcej punktów eliminowało zapaśnika z turnieju. Najlepsza trójka walczyła w rundzie finałowej. 

## Klasyfikacja[1]
| Pozycja | Nazwisko                    | Kraj              |
| ------- | --------------------------- | ----------------- |
| 1       | Abdollah Mowahhed           | Iran              |
| 2       | Enju Wyłczew                | Bułgaria          |
| 3       | Dandzandardżaagijn Sereeter | Mongolia          |
| 4       | Wayne Wells                 | Stany Zjednoczone |
| 5       | Sarberg Beriaszwili         | ZSRR              |
| 6       | Udey Chand                  | Indie             |
| 7       | Iwao Horiuchi               | Japonia           |
| 8       | Klaus Rost                  | RFN               |
| 9       | Janusz Pająk                | Polska            |
| 10      | Francisco Lebeque           | Kuba              |
| 11      | Guy Marchand                | Francja           |
| 11      | Seyyit Ahmet Ağralı         | Turcja            |
| 13      | Roger Till                  | Wielka Brytania   |
| 13      | Stefanos Joanidis           | Grecja            |
| 13      | Muhammad Taj                | Pakistan          |
| 13      | Ion Enache                  | Rumunia           |
| 17      | Jan Karlsson                | Szwecja           |
| 18      | Carlos Alberto Vario        | Argentyna         |
| 18      | Sidney Marsh                | Australia         |
| 18      | Israel Vargas               | Meksyk            |
| 21      | Károly Buzás                | Węgry             |
| 21      | Aka-Jahan Dastagir          | Afganistan        |
| 23      | Gord Garvie                 | Kanada            |
| 24      | Ángel Aldama                | Gwatemala         |
| 24      | Severino Aguilar            | Panama            |
| 24      | Eliseo Salugta              | Filipiny          |

## Wyniki

### Pierwsza runda[2]
| Zwycięzca                   | Punkty karne | Wynik     | Przegrany            | Punkty karne |
| --------------------------- | ------------ | --------- | -------------------- | ------------ |
| Udey Chand                  | 0            | Łopatki   | Ángel Aldama         | 4            |
| Klaus Rost                  | 0            | Łopatki   | Roger Till           | 4            |
| Francisco Lebeque           | 1            | Na punkty | Carlos Alberto Vario | 3            |
| Abdollah Mowahhed           | 0,5          | Przewaga  | Gord Garvie          | 3,5          |
| Guy Marchand                | 0            | Łopatki   | Eliseo Salugta       | 4            |
| Dandzandardżaagijn Sereeter | 0,5          | Przewaga  | Sidney Marsh         | 3,5          |
| Seyyit Ahmet Ağralı         | 0,5          | Przewaga  | Israel Vargas        | 3,5          |
| Muhammad Taj                | 1            | Na punkty | Stefanos Joanidis    | 3            |
| Enju Wyłczew                | 1            | Na punkty | Jan Karlsson         | 3            |
| Wayne Wells                 | 2            | Remis     | Sarberg Beriaszwili  | 2            |
| Ion Enache                  | 0            | Łopatki   | Severino Aguilar     | 4            |
| Janusz Pająk                | 1            | Na punkty | Aka-Jahan Dastagir   | 3            |
| Iwao Horiuchi               | 1            | Na punkty | Károly Buzás         | 3            |

### Druga runda[3]
| Zwycięzca                   | Punkty karne | Wynik           | Przegrany            | Punkty karne |
| --------------------------- | ------------ | --------------- | -------------------- | ------------ |
| Klaus Rost                  | 1            | Na punkty       | Udey Chand           | 3            |
| Roger Till                  | 4            | Łopatki         | Ángel Aldama         | 8            |
| Abdollah Mowahhed           | 1            | Przewaga        | Carlos Alberto Vario | 6,5          |
| Francisco Lebeque           | 1            | Łopatki         | Gord Garvie          | 7,5          |
| Guy Marchand                | 1            | Na punkty       | Sidney Marsh         | 6,5          |
| Dandzandardżaagijn Sereeter | 0,5          | Łopatki         | Eliseo Salugta       | 8            |
| Seyyit Ahmet Ağralı         | 1,5          | Na punkty       | Muhammad Taj         | 4            |
| Stefanos Joanidis           | 4            | Na punkty       | Israel Vargas        | 6,5          |
| Wayne Wells                 | 3            | Na punkty       | Jan Karlsson         | 6            |
| Enju Wyłczew                | 3            | Remis           | Sarberg Beriaszwili  | 4            |
| Janusz Pająk                | 1            | Łopatki         | Severino Aguilar     | 8            |
| Iwao Horiuchi               | 1            | Dyskwalifikacja | Ion Enache           | 4            |
| Aka-Jahan Dastagir          | 7            | DQ obustronna   | Károly Buzás         | 7            |

### Trzecia runda[4]
| Zwycięzca                   | Punkty karne | Wynik     | Przegrany           | Punkty karne |
| --------------------------- | ------------ | --------- | ------------------- | ------------ |
| Udey Chand                  | 3            | Łopatki   | Roger Till          | 8            |
| Klaus Rost                  | 2            | Na punkty | Francisco Lebeque   | 4            |
| Abdollah Mowahhed           | 1,5          | Przewaga  | Guy Marchand        | 4,5          |
| Dandzandardżaagijn Sereeter | 1,5          | Na punkty | Seyyit Ahmet Ağralı | 4,5          |
| Enju Wyłczew                | 3            | Łopatki   | Muhammad Taj        | 8            |
| Wayne Wells                 | 3            | Łopatki   | Stefanos Joanidis   | 8            |
| Sarberg Beriaszwili         | 4            | Łopatki   | Ion Enache          | 8            |
| Iwao Horiuchi               | 2            | Na punkty | Janusz Pająk        | 4            |

### Czwarta runda[5]
| Zwycięzca                   | Punkty karne | Wynik     | Przegrany           | Punkty karne |
| --------------------------- | ------------ | --------- | ------------------- | ------------ |
| Udey Chand                  | 3            | Łopatki   | Francisco Lebeque   | 8            |
| Abdollah Mowahhed           | 2            | Przewaga  | Klaus Rost          | 5,5          |
| Dandzandardżaagijn Sereeter | 1,5          | Łopatki   | Guy Marchand        | 8,5          |
| Enju Wyłczew                | 3            | Łopatki   | Seyyit Ahmet Ağralı | 8,5          |
| Wayne Wells                 | 4            | Na punkty | Janusz Pająk        | 7            |
| Sarberg Beriaszwili         | 5            | Na punkty | Iwao Horiuchi       | 5            |

### Piąta runda[6]
| Zwycięzca           | Punkty karne | Wynik     | Przegrany                   | Punkty karne |
| ------------------- | ------------ | --------- | --------------------------- | ------------ |
| Abdollah Mowahhed   | 3            | Na punkty | Udey Chand                  | 6            |
| Enju Wyłczew        | 3            | Łopatki   | Klaus Rost                  | 9,5          |
| Sarberg Beriaszwili | 6            | Na punkty | Dandzandardżaagijn Sereeter | 4,5          |
| Wayne Wells         | 5            | Na punkty | Iwao Horiuchi               | 8            |

### Szósta runda[7]
| Zwycięzca         | Punkty karne | Wynik     | Przegrany                   | Punkty karne |
| ----------------- | ------------ | --------- | --------------------------- | ------------ |
| Abdollah Mowahhed | 4            | Na punkty | Dandzandardżaagijn Sereeter | 7,5          |
| Enju Wyłczew      | 4            | Na punkty | Wayne Wells                 | 8            |

### Runda finałowa[8]
| Zwycięzca         | Punkty karne | Wynik     | Przegrany    | Punkty karne |
| ----------------- | ------------ | --------- | ------------ | ------------ |
| Abdollah Mowahhed | 5            | Na punkty | Enju Wyłczew | 7            |